# Babypijl
Een babypijl is een type vuurpijl. De pijl is ongeveer 27 centimeter lang en heeft een roze/rood stokje met bovenaan een lading. Het stokje is bedoeld om in de grond of in een buis te steken bij het afsteken, zodat de pijl de hoogte in gaat. Er zijn varianten met knetter- of fluiteffect; die laatste staan ook bekend als gillende keukenmeiden.
Doordat de pijltjes in Nederland erg goedkoop waren – het Algemeen Dagblad noemde in 2014 een stukprijs van minder dan 1,4 cent – waren ze populair bij de jeugd. Die stak het vuurwerk niet altijd correct af. Zo werden ze soms vanuit de hand afgestoken of werden de stokjes ingekort voor een betere vlucht, wat de kans op letsel vergrootte.
In oktober 2014 besloten de leden van de Belangenvereniging Pyrotechniek Nederland, verwijzend naar het letselrisico, de verkoop te staken. De overheid besloot in april 2015 om ze vanaf de jaarwisseling naar 2016 ook wettelijk te verbieden, zodat de babypijltjes na aankoop uit het buitenland niet alsnog legaal afgestoken worden. Tegelijk werden romeinse kaarsen verboden. 
In tegenstelling tot Nederland worden de babypijltjes in Duitsland en België nog verkocht.